# Gloup Voe

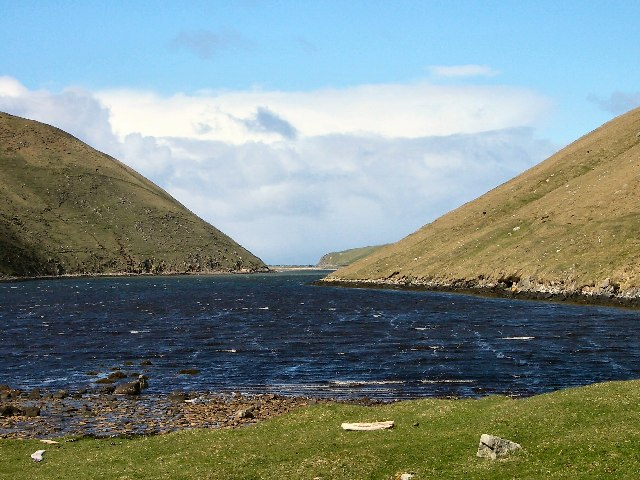
Am südlichen Ende der Bucht

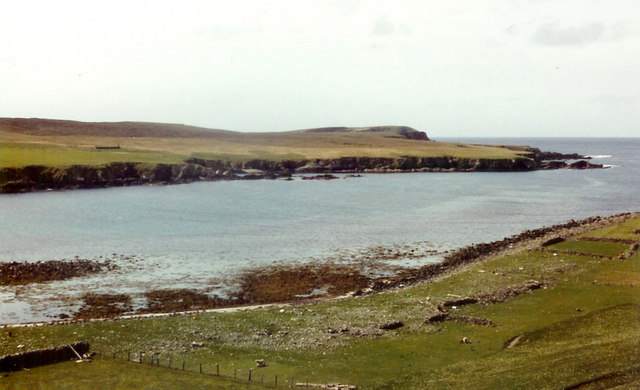
Öffnung der Bucht zum Meer

Die Gloup Voe ist eine Meeresbucht (Voe), die im Norden der zu Schottland zählenden Shetlands liegt.

## Geographie
Die Gloup Voe ist eine Bucht, die an der nördlichen Küste der Insel Yell liegt. Sie hat eine Länge von etwa drei Kilometern rund weist steile Hänge auf beiden Seiten auf. Die Ortschaft Gloup liegt erhöht über dem östlichen Ufer, nach Mid Yell sind es 13 Kilometer in südlicher Richtung. Ein wenig nördlich von Gloup liegt eine kleine Nebenbucht, die Wick of Whallerie. Im Norden mündet die Gloup Voe ins Meer, den Osten markiert hier die Landspitze Gloup Ness.

## Historisches
Im Rahmen der historischen Gliederung Schottlands in Civil Parishes zählt die Gloup Voe zu Yell.